# Lumban Pasir (Panyabungan)
Lumban Pasir is een bestuurslaag in het regentschap Mandailing Natal van de provincie Noord-Sumatra, Indonesië. Lumban Pasir telt 1431 inwoners (volkstelling 2010).